# Wait & See ~Risk~
Singles de Hikaru Utada
Addicted to You
(1999) For You / Time Limit
(2000)
Wait & See ~Risk~ (Wait & See ～リスク～) est le cinquième single d'Hikaru Utada (sous ce nom), sorti en 2000. Une vidéo homonyme sort aussi peu après.

## Single CD
Le single sort le 19 avril 2000 au Japon au format CD (12 cm) sur le label EMI Music Japan, cinq mois après le précédent single de la chanteuse, Addicted to You. Il atteint la 1re place du classement des ventes de l'Oricon et reste classé pendant 21 semaines, se vendant à 1 662 000 exemplaires, ce qui en fait le second single physique le plus vendu d'Hikaru Utada après Addicted to You.
Le single contient trois chansons différentes, dont une reprise, plus une version remixée et la version instrumentale de la chanson-titre. Celle-ci, produite par le duo américain Jimmy Jam et Terry Lewis, figurera sur l'album Distance qui sortira un an plus tard, ainsi que sur la compilation Utada Hikaru Single Collection Vol.1 de 2004. La deuxième chanson du single, Hayatochiri, figurera aussi sur l'album mais en titre bonus, dans une version remixée intitulée Hayatochi-Remix. 
La troisième chanson du single est une reprise de Fly Me to the Moon, popularisée par Frank Sinatra en 1964 ; quatre versions remixées de cette reprise figureront sur un maxi-45 tours au format vinyle qui sortira en distribution limitée le 10 mai suivant : Remix : Fly Me to the Moon. La reprise d'Utada sera aussi remixée en 2007 pour figurer sur la bande originale du film Evangelion: 1.0 You Are (Not) Alone, adapté de la série Evangelion à laquelle diverses reprises de cette chanson servaient de générique de fin ; ce remix figurera sur le single Beautiful World / Kiss & Cry.
| 1. | Wait & See ~Risk~ (Wait & See ～リスク～)                   | Hikaru Utada / Jam & Lewis, Hikaru Utada | 4:49 |
| 2. | Hayatochiri (はやとちり)                                    | Hikaru Utada / Kei Kawano                | 4:15 |
| 3. | Fly Me to the Moon (In Other Words) (Fly Me To The Moon...) | Bart Howard / Kei Kawano                 | 3:23 |
| 4. | Wait & See ~Risk~ (Baton Girl Mix)                          | Hikaru Utada / Jam & Lewis, Hikaru Utada | 4:50 |
| 5. | Wait & See ~Risk~ (Original Karaoke)                        | Hikaru Utada / Jam & Lewis, Hikaru Utada | 4:48 |

## Vidéo
Wait & See ~Risk~ (Wait & See ～リスク～) est une vidéo musicale d'Hikaru Utada, sortie au format DVD le 30 juin 2000 au Japon, deux mois après le single CD homonyme. Il atteint la 1re place du classement des ventes de DVD de l'Oricon et reste classé pendant 19 semaines. C'est un "DVD single" contenant le clip vidéo de la chanson-titre du single et son making-of. Le clip, où la chanteuse chevauche une moto volante futuriste, est réalisé par Kazuaki Kiriya, qu'elle épousera deux ans plus tard. 
Pistes du DVD
1. Wait & See ~Risk~
2. Making of "Wait & See ~Risk~"